# Hartmann Reederei

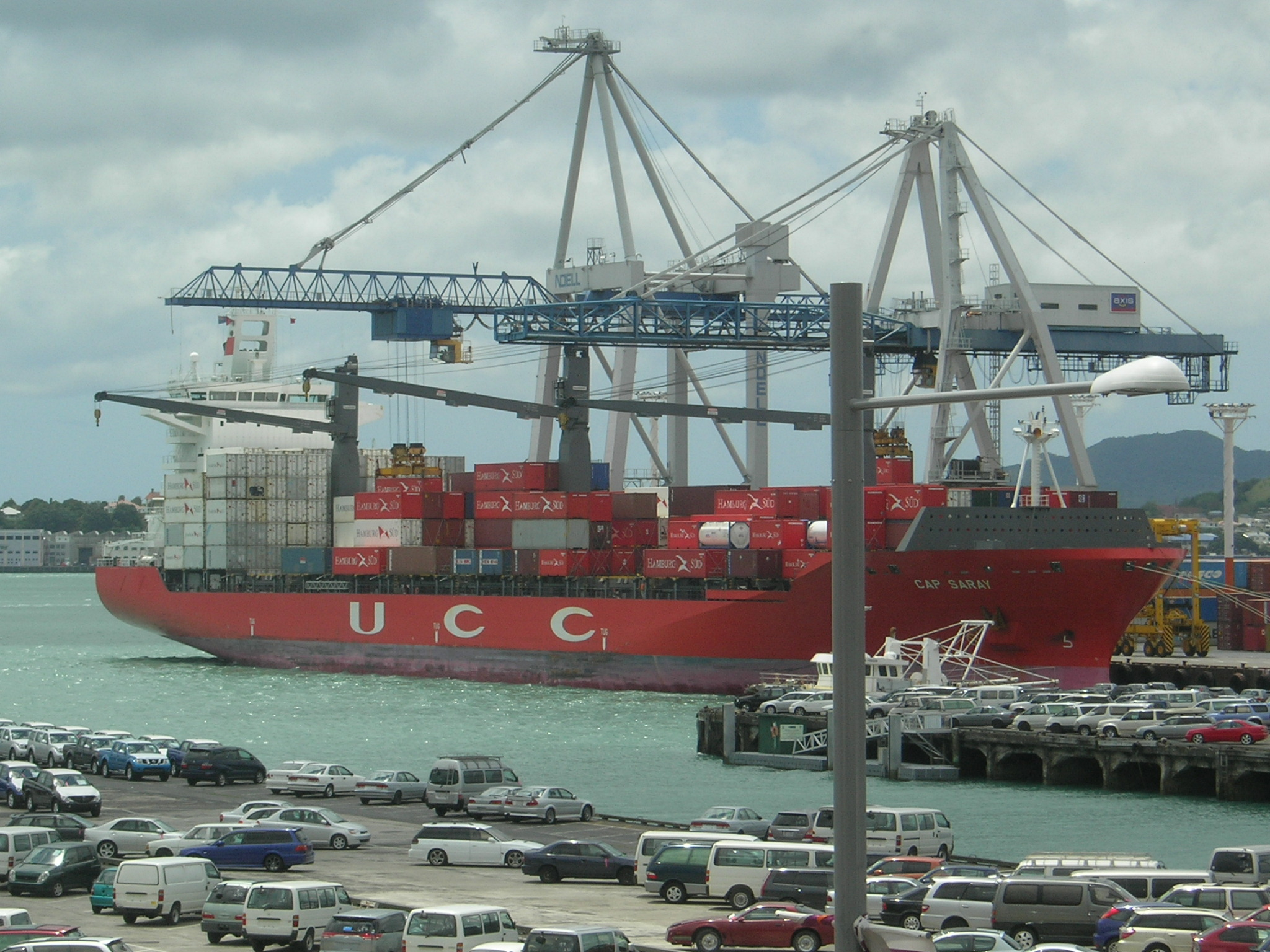
Frisia Rotterdam ex. Cap Saray im Hafen von Auckland

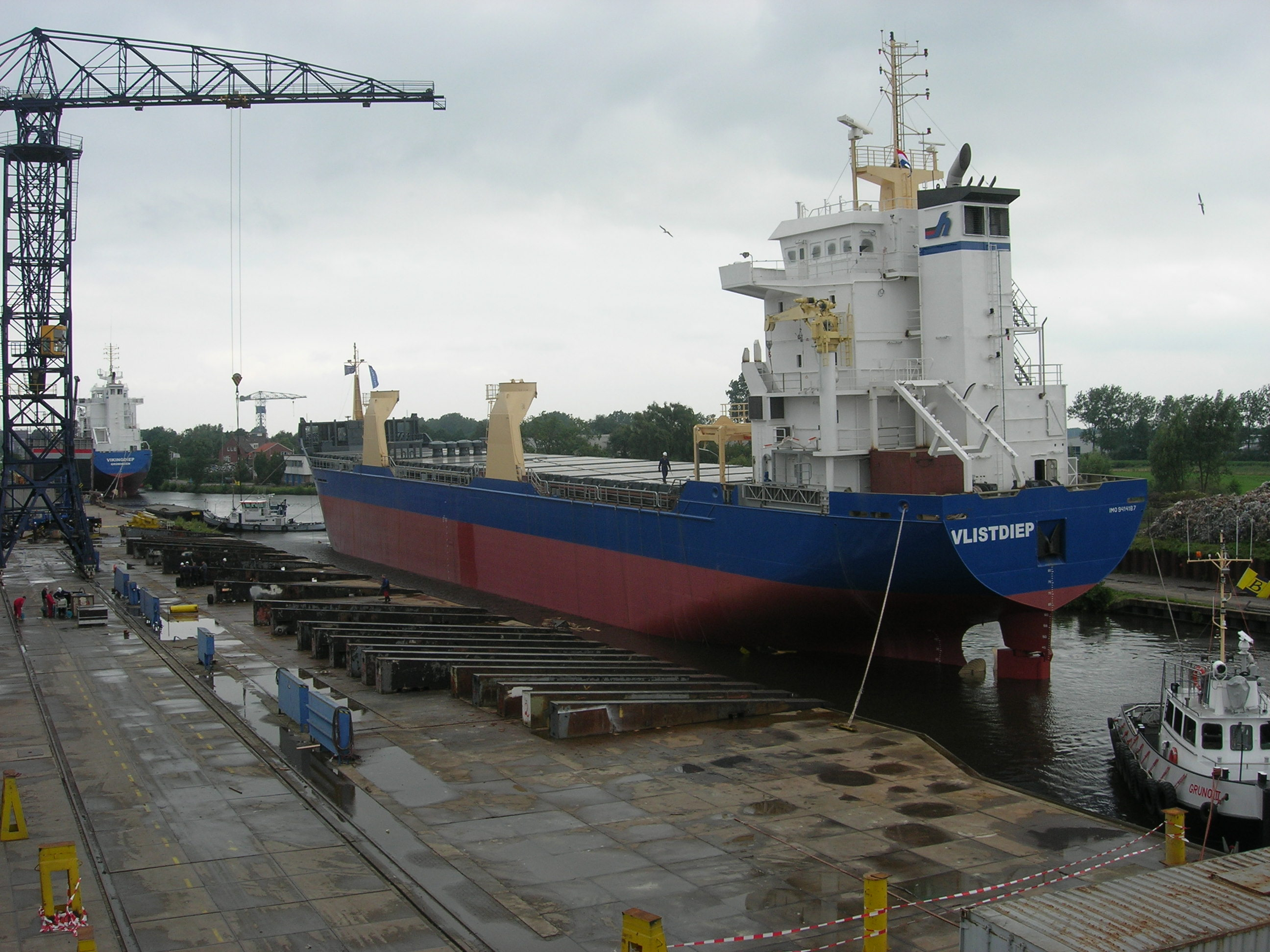
Stapellauf der Vlistdiep

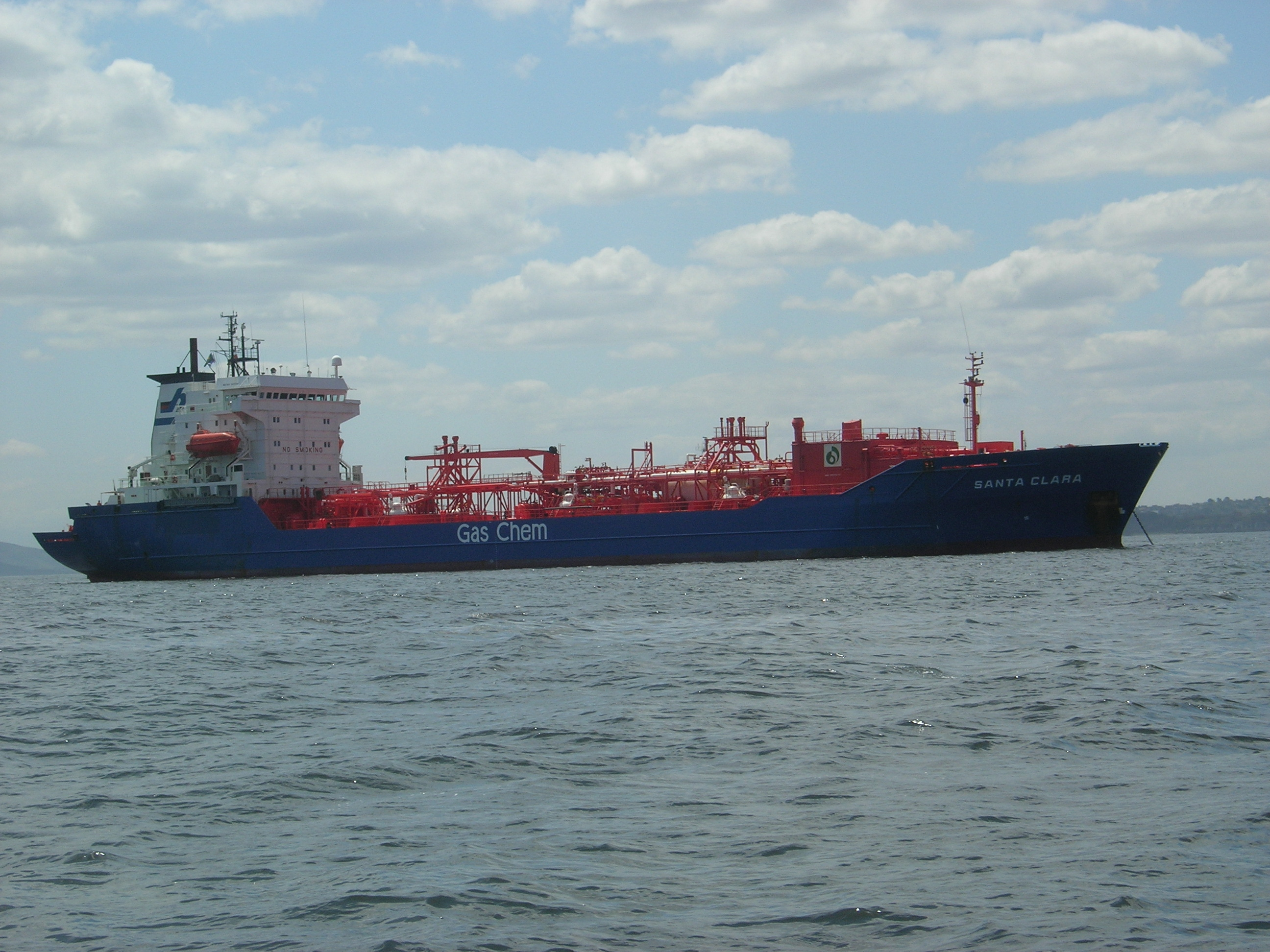
Gastanker Santa Clara

Die Hartmann Reederei ist eine deutsche Reederei mit Sitz in Leer (Ostfriesland). Sie ist eine von mehreren Reedereien der ebenfalls in Leer ansässigen Muttergesellschaft Hartmann AG.

## Unternehmen
Die Hartmann Reederei wurde 1981 von Alfred Hartmann gegründet. Seit 2001 gehört sie zur Hartmann-Gruppe, einer damals von Hartmann gegründeten Konzern-Holding, unter deren Dach u. a. weitere Reedereien weltweit gehören und die seit 2008 von Hartmanns Sohn als Hartmann AG geführt wird.
Das Unternehmen besteht aus den Gesellschaften Hartmann Shipping Services Germany, Hartmann Gas Carriers Germany und Hartmann Dry Cargo Germany. Seit 1. August 2011 hat Michael Ippich die Leitung der Hartmann Reederei. Alfred Hartmann wirkt seit Jahren beim Verband Deutscher Reeder (VDR) mit und ist seit Anfang 2015 VDR-Präsident.
Im August 2014 stellte die Reederei einen besonders umweltfreundlichen Gastanker-Typ vor, dessen von MAN entwickelter Dual-Fuel-Antrieb als weltweit erster seiner Art auch mit Ethan betrieben werden kann. Ende 2016 wurde mit der GasChem Beluga der erste Tanker dieses Typs fertiggestellt und an den neuen Eigner Ocean Yield ASA übergeben.

## Standorte
Die Hartmann Reederei hat ihren Unternehmenssitz in Leer (Ostfriesland).

## Flotte
Die Reederei bereederte 2017 eine Flotte mehr als 50 Schiffen, von denen die meisten Gastanker (Volumenkapazität zwischen 3.500 und 35.000 m³) und Containerschiffe (von 1100 bis 2800 TEU) sind. Weiterhin gehören zwei Mehrzweckfrachter zur Flotte.